# Паризини, Федерико
Федерико Паризини (итал. Federico Parisini; 4 декабря 1825, Болонья — 4 января 1891, Болонья) — итальянский музыкальный педагог и музыковед. Сын виолончелиста Карло Паризини, внук скрипача и композитора Иньяцио Паризини.
Окончил Болонский музыкальный лицей (1852), где изучал игру на виолончели и контрапункт. В 1851 г. избран членом Болонской филармонической академии, с 1879 г. до конца жизни её президент. С 1864 г. до конца жизни преподавал в Болонском музыкальном лицее, в том числе гармонию, контрапункт, сольфеджио и хоровое пение. В 1872—1876 гг. член совета директоров лицея, с 1881 г. также заведовал архивом и библиотекой лицея. Как учитель хорового пения был занят также в других учебных заведениях Болоньи. Опубликовал учебники хорового пения (итал. Metodo teorico pratico di canto corale; 1878) и гармонии (итал. Trattato elementare d'armonia; 1879). В 1886 году по поручению кардинала Батальини основал хоровую школу при Архиепархии Болоньи для обучения церковных хористов. Автор разнообразных музыкальных сочинений, преимущественно учебного назначения, из которых наиболее известна оперетта «Проданные куклы» (итал. I fanciulli venduti; 1876, на слова Рафаэле Беллуцци).
В 1888 г. опубликовал том ранее не изданной переписки падре Мартини с различными музыкантами (итал. Carteggio inedito del P. Giambattista Martini coi più celebri musicisti del suo tempo). В дальнейшем до конца жизни работал над каталогом коллекции музыкальных портретов и автографов, завещанной аббатом Массеанджело Массеанджели (1809—1878) Болонской филармонической академии; каталог был завершён Эрнесто Коломбано после смерти Паризини и напечатан в 1896 году. В 1888 году заведовал секцией духовной музыки на международной выставке к столетию Болонского университета.
Сын — Ферруччо Паризини (1876—1927), музыкальный педагог, хоровой дирижёр и композитор.